# Mammillaria perezdelarosae
Mammillaria perezdelarosae es una especie perteneciente a la familia Cactaceae. Es endémico de Aguascalientes, Jalisco en México. Su hábitat natural son los áridos desiertos. Se ha extendido por el mundo como planta ornamental. 

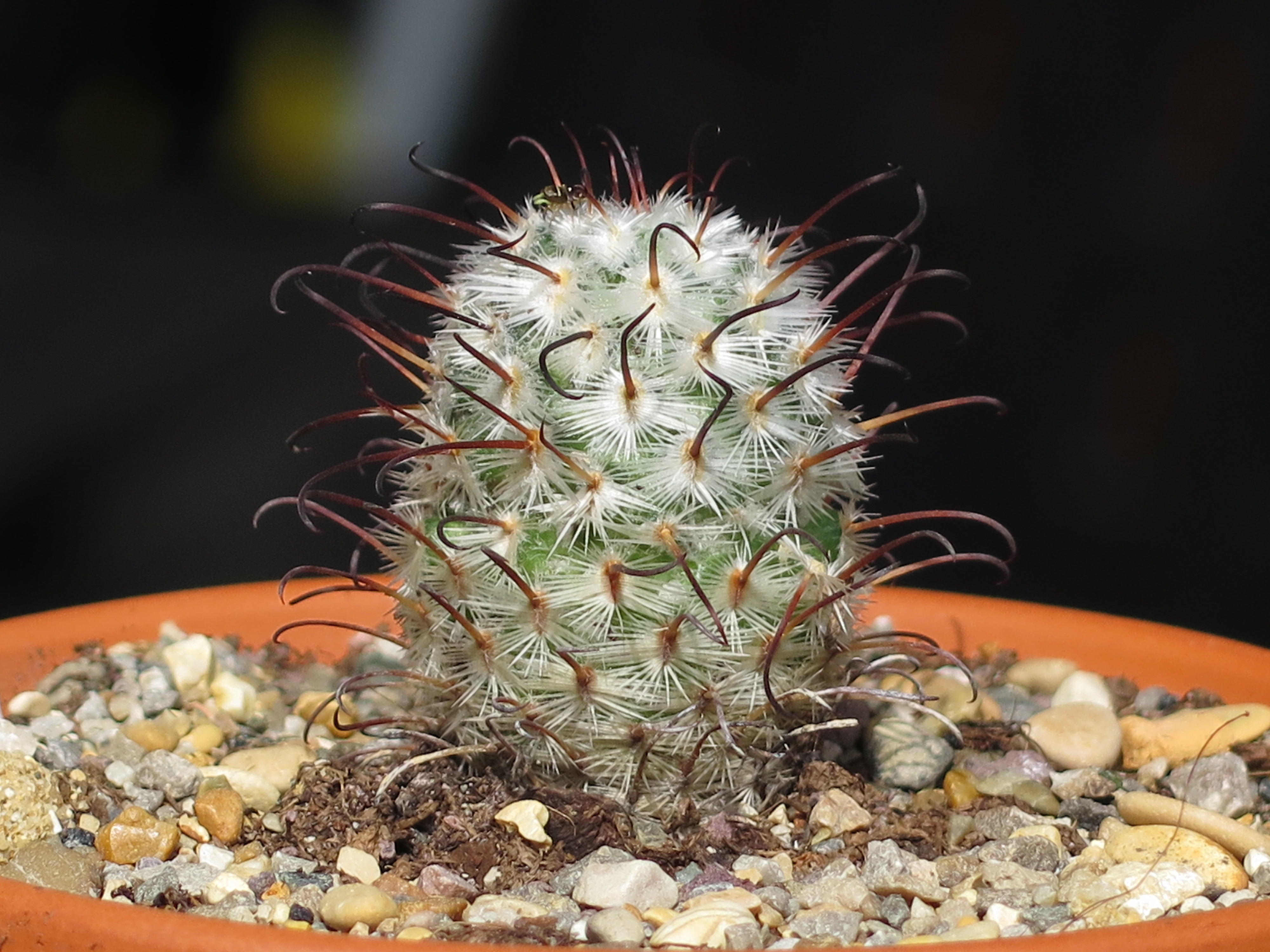
Mammillaria perezdelarosae

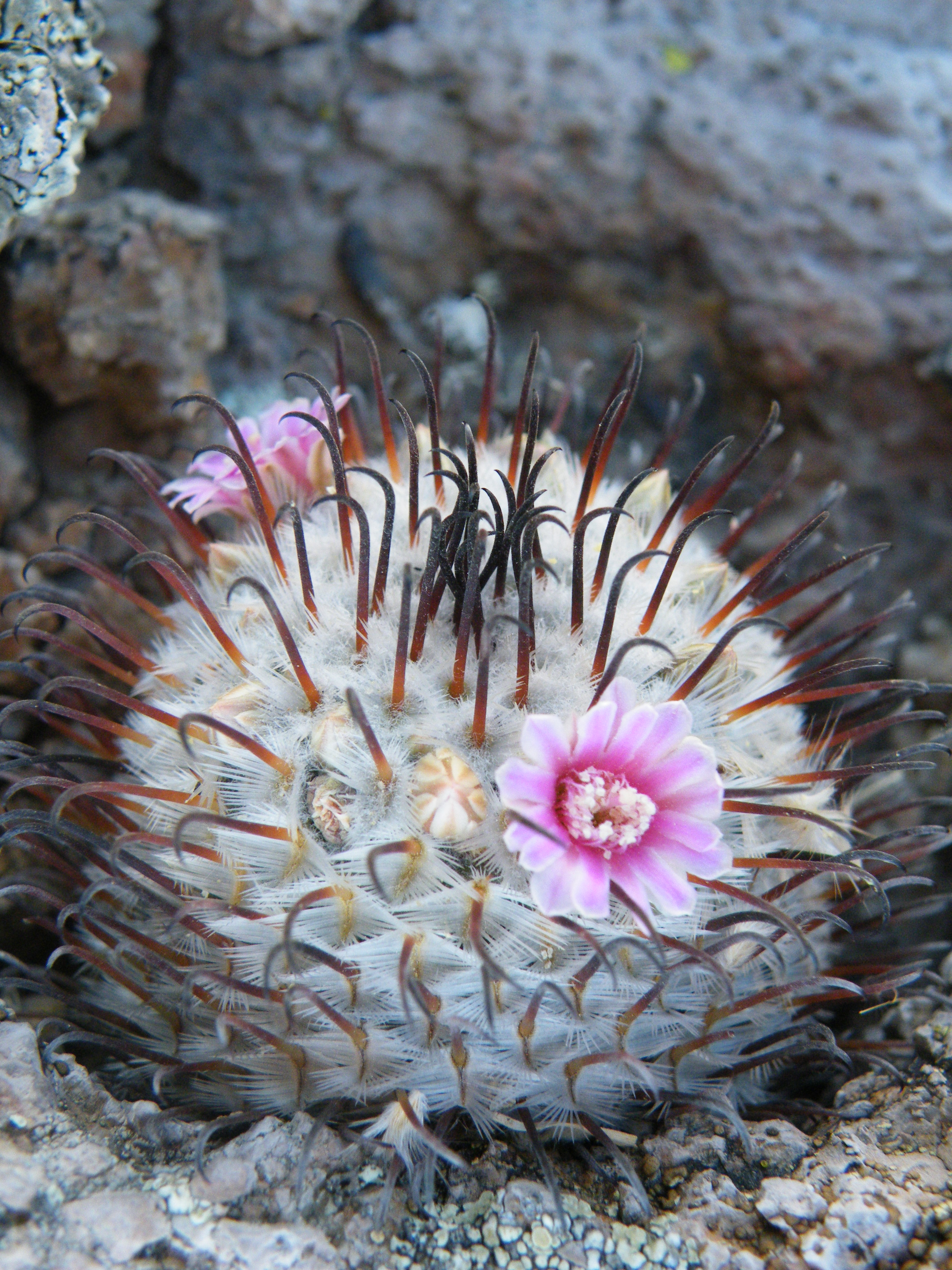
Vista de la planta

## Descripción
Mammillaria perezdelarosae crece de forma individual, con forma esférica a oblonga. El tallo de color verde oscuro luminoso con  costillas y de hasta 7,5 centímetros de altura y hasta 4,5 centímetros de diámetro. Las costillas no producen látex. Las axilas a veces provistas de numerosas cerdas o de lo contrario lanosas. Las 30 a 60 espinas radiales,  son solamente de 1 milímetro de largo con 7 rayos, vítreo marrón blanco o vidriosos y la cubierta en forma de peine de todo el cuerpo de la planta. Los 1-3  espinas centrales son de color marrón a negro, rojas en el nuevo crecimiento y 0,8 a 1,4 centímetros de largo. La más larga y más gruesa son a menudo ganchudas. Las flores se parecen a todas las Mammillarias, produciéndose  en la corona. Son de color rosa blanquecino y alcanzan un tamaño de longitud y diámetro de 2 centímetros. Los frutos son de color blanquecino. Las semillas son de color marrón negro y oscuro.

## Taxonomía
Mammillaria perezdelarosae fue descrita por Bravo & Scheinvar y publicado en Cactáceas y Suculentas Mexicanas 30: 76, f. 1985.
Etimología
Mammillaria: nombre genérico que fue descrita por vez primera por Carolus Linnaeus como Cactus mammillaris en 1753, nombre derivado del latín mammilla = tubérculo, en alusión a los tubérculos que son una de las características del género.
perezdelarosae: epíteto otorgado en honor del ingeniero forestal y secretario del Instituto Botánico de la  Universidad de Guadalajara Jorge Pérez de la Rosa (* 1955).
Sinonimia
- Mammillaria bombycina